# 1232

## Esdeveniments
Països Catalans
- 28 de febrer, Girona: Es funda el convent de Sant Francesc; el canonge de la Seu Bernat Esteve fa donació d'uns terrenys al Mercadal perquè els franciscans hi edifiquin el convent.[1]
- El prior de la canònica, Berenguer de Callers, i el comte de Foix, Roger Bernat II, signen els pariatges d'Organyà[2]

- S'implanta la inquisició a terres catalanes.[3]
- Conquesta d'Ares i Morella per Jaume el Conqueridor durant la Conquesta de València.

Resta del món
- Aixecaments a Lugo contra el bisbe, senyor local.[4]
- Guerra entre Xina i Mongòlia, amb la primera notícia que es té de l'ús de coets en combat és durant la batalla de Kaifeng.[5]

## Naixements
Països Catalans
- Ramon Llull

Resta del món

## Necrològiques
Països Catalans
Resta del món